# 四乙酸铈
四乙酸铈是一种乙酸盐，化学式为Ce(CH3COO)4。它可由臭氧氧化Ce3+的乙酸溶液得到。它可以作为氧化剂进行芳环的丙酮基化反应（acetonylation），但其产率比三乙酸锰 [Mn(CH3COO)3]低。它也能参与芳香烃自由基硝甲基化反应（nitromethylation）。